# Bozienii de Sus
Bozienii de Sus – wieś w Rumunii, w okręgu Neamț, w gminie Ruginoasa. W 2011 roku liczyła 369 mieszkańców.